# Iounyt
Dans la mythologie égyptienne, Iounyt est une déesse de la ville d'Erment. Elle est représentée au côté du dieu Montou accompagnée d'une autre déesse, Râttaouy (ou Tenenet). Elles forment toutes deux une paire d'anciennes divinités de la fécondité. À Dendérah, Iounyt est assimilée à la déesse Isis.
Durant le règne de la pharaonne Hatchepsout, Iounyt fait partie de l'Ennéade de Thèbes.
Iounyt est aussi qualifiée de « faucon femelle au beau visage » ainsi que « la dame du ciel », « celle au visage parfait », « la souveraine des dieux ».